# Cunnawarra
Cunnawarra is een spinnengeslacht uit de familie Desidae. De soorten in het geslacht komen voor in New South Wales.

## Soorten
- Cunnawarra cassisi Davies, 1998
- Cunnawarra grayi Davies, 1998